# Luca Pacioli
Luca Pacioli (født 1445, død 19. juni 1517), var en italiensk matematiker, søn af Bartolomo Pacioli.
Pacioli, der hørte til franciskanernes orden, var nær ven af Leonardo da Vinci. Han underviste i matematik ved forskellige af Italiens universiteter og gavnede samtidens matematikere ved i sit 1494 i Venedig trykte værk: Summa de Arithmetica, Geometria, Proportioni et Proportionalita at samle tidligere bekendt stof i ret betydeligt omfang. Synderlig original produktivitet har han ikke udfoldet, men han betragtes som opfinder af det dobbelte bogholderi. Pacioli har desuden 1497 beskrevet det gyldne snit i værket De Divina Proportione (trykt 1509), som Leonardo da Vinci skal have illustreret. 